# Angelo Brucculeri
Angelo Brucculeri, né le 27 novembre 1879 à Canicattì (Italie) et mort le 14 décembre 1969 à Rome, était un prêtre jésuite italien, journaliste de La Civiltà Cattolica et écrivain. Il fut l'auteur d'essais de sociologie[réf. nécessaire], parmi lesquels beaucoup furent traduits en de nombreuses langues, et largement diffusés[réf. nécessaire]. 
En particulier, ses 18 cahiers de Doctrines sociales du catholicisme constituent un guide certain pour les catholiques qui, politiquement impliqués dans leurs pays, souhaitent mieux connaitre la doctrine sociale chrétienne. Toute son action eut pour but de protéger les ouvriers, les paysans, les salariés et les travailleurs contre l'emprise grandissante du capitalisme.

## Œuvres
- Il capitalismo
- La chiesa e la civiltà
- L'economia sovietica
- La giustizia sociale
- L'involuzione della civiltà
- Moralità della guerra
- L'ordine internazionale
- Lo sciopero
- Lo stato e l'individuo
- La funzione sociale della proprietà

## Sources
- (it) Cet article est partiellement ou en totalité issu de l’article de Wikipédia en italien intitulé « Angelo Brucculeri » (voir la liste des auteurs).